# Shila Amzah
Nur Shahila binti Amir Amzah (nacida el 13 de agosto de 1990), popularmente conocida por su nombre artístico como Shila Amzah, es una cantante, bailarina y actriz malaya. 

## Biografía
Es hija de la famosa cantante de la década de los años 1980, ND Lala.

## Carrera
Fue ganadora de la segunda temporada de canto llamado "One in a Million" en 2007 y ganadora de " Asia New Singer", en la que fue nominada como la mejor intérprete femenina en 2008. 
En 2012, también fue ganadora de la temporada inaugural de la competición " Asia New Singer". Ella ha sido declarada por sus fanes como la novia de Asia.

## Discografía

### Álbum
| Year | Album Information | Tracklisting |
| ---- | --- | --- |
| 2000 | Terima Kasih Guruku - Label: ACE - Idioma: Malese                                                                                    | Ver listaTracklisting #Terima Kasih Guruku 1. Bela Negara 2. Pesan Pusaka 3. Ibu 4. Budi dan Jasa 5. Masa Hadapan 6. Terima Kasih Guruku (versión karaoke) 7. Bela Negara (versión karaoke) 8. Pesan Pusaka (versión karaoke) 9. Ibu (versión karaoke) 10. Budi dan Jasa (versión karaoke) 11. Masa Hadapan (versión karaoke) |
| 2005 | Sha-Hila - Label: EMI - idioma: Malasio                                                                                              | Ver listaTracklisting 1. Saat Bahagia 2. Manis Cinta 3. Kita Berdansa (Loco-loco) 4. Tinggal Memori 5. Warna Kekasihmu 6. Yang Teristimewa 7. Sinar Hidupku 8. E-mel Darimu |
| 2009 | Bebaskan - Label: Monkey Bone Records - Idioma: Malese/Inglese                                                                       | Ver listaTracklisting 1. Bebaskan 2. Kaku Aku 3. Ada Saja 4. Terus Menyinta 5. Tapi Mengapa 6. Memori Tercipta 7. Tragik 8. Cekal 9. Bisik Namaku 10. Tiada Akhir Nanti 11. Whisper My Name 12. Hanya Kita/Hell No |
| 2011 | 3 Suara come trio con Ning Baizura e Jaclyn Victor - Label: Sony Music Entertainment - Idioma: Malasio/Inglese                       | Ver listaTracklisting 1. It's A Beautiful Life 2. Menari Dalam Hujan 3. Semua Isi Hatimu 4. Di Mana Di Mana 5. Beribu Sesalan 6. Hanya Satu 7. Mengenang Mu 8. Tomorrow's Calling 9. Teman 10. Beribu Sesalan (versión acústica)                                                                                              |
| 2013 | Shila Amzah-EP - Discografía: Shila Amzah Entertainment Berhad - Fecha de lanzamiento: 30 de octubre de 2013 - Idioma: Malasio/Chino | Ver listaTracklisting 1. Sedar 2. Maaf 3. Masih Aku Cinta 4. Tulus 5. Cinta Hati 6. Patah Seribu 7. Xia Yi Bu |
| 2015 | TBA - Label: Shilala HK Ltd. - Data di Lancio: TBA - Idioma: Chino                                                                   | Ver listaTracklisting 1. Zai Jian Bu Zai Jian 2. TBA 3. TBA 4. TBA 5. TBA |

### Jingles promocionales
Shila también hizo música para comerciales y promociones. He aquí la lista:
| Año  | Single              | Compaginación/promoción                                                                       |
| ---- | ------------------- | --------------------------------------------------------------------------------------------- |
| 2009 | Hanya Kita          | Clean & Clear's Malaysia Promo                                                                |
| 2009 | Tunjukkan Cintamu   | Cornetto's Love Promo (con RAN)                                                               |
| 2009 | Best of Both Worlds | Disney Channel's Promo (con Miley Cyrus)                                                      |
| 2009 | Rentak Optimis      | Camnilah Muzik!'s Coca-Cola Promo (con Dafi)                                                  |
| 2009 | Through My Window   | TMnet Everyone Connects (con la participación de Bunkface, Tomok, Akim Ahmad, Dafi dan Stacy) |
| 2012 | Ke Akhir Garisan    | Sorakan Emas 1Malaysia Olimpik London                                                         |

## Filmografía

### Películas
| Año  | Red                                    | Canal     | Tipo      | Título       | Personaje                                           | Notas            |
| ---- | -------------------------------------- | --------- | --------- | ------------ | --------------------------------------------------- | ---------------- |
| 2012 | Astro (Malaysian satellite television) | Astro Ria | Telemovie | Patah Seribu | Bella (as a lover to Azu played by Sharnaaz Ahmad ) | Female lead role |

### Programas de variedades
| Año  | Programa   | Notas    |
| ---- | ---------- | -------- |
| 2015 | Happy Camp | invitada |